# Організація українських націоналістів революційна
Організа́ція украї́нських націоналі́стів революці́йна (ОУНР, ОУН(р); також— ОУН(б) («ОУН банде́рівська»), ОУНСД («ОУН самості́йників-держа́вників»))— український політичний рух, що ставить собі за мету встановлення Української Соборної Самостійної Держави, збереження та розвиток її та української нації. ОУНР утворилась у квітні 1941 року внаслідок обрання Степана Бандери провідником лояльної та прихильної до нього частини ОУН. Наслідком рішення Степана Бандери та його прихильників (бандерівців) став остаточний розкол найбільшої та найсильнішої української націоналістичної організації в українській історії. З того часу вже ніколи український націоналістичний рух не був об'єднаний в єдиній організованій структурі.

## Історія

### Передісторія
Більшість українських дослідників вважає, що приводом для майбутнього розколу ОУН на бандерівців і мельниківців стало невдоволення активу підпілля («крайовиків») емігрантським керівництвом ОУН. Тертя між еміграцією і Краєм виникали і раніше, проте тоді авторитет очільника ОУН Євгена Коновальця перешкоджав розколу, а в Андрія Мельника, який змінив Коновальця на посаді голови ПУН, такого авторитету в очах галичан не було. Ще з 1930-х років, з часів саботажної акції, Крайовий провід був налаштований трохи більш радикально щодо терористичної діяльності стосовно Польщі. Саме така позиція радикальних «крайовиків» поставила ОУН на шлях терору. Відомо, що Коновалець виступав проти індивідуального терору як методу політичної боротьби на західноукраїнських землях, проте він не перешкоджав діяльності терористів і захищав їхню позицію перед менш радикальними членами Проводу.
Убивство Євгена Коновальця та вступ на посаду голови ОУН Мельника, який протягом 1930-х років не брав активної участі в діяльності організації, загострили наявні тертя. Ситуація, що склалася навколо Карпатської України в 1938—1939 роках, і позиція ПУН щодо політики українських націоналістів і їх участі в житті Карпатської України поглибили накопичені протиріччя. Ще до юридичного оформлення автономії Підкарпатської Русі в жовтні 1938 року численні оунівські добровольці з Галичини й Волині, всупереч вказівкам Мельника, нелегально перейшли польсько-чехословацький кордон і брали участь у створенні місцевого збройного ополчення — організації «Карпатська Січ», серед них був, зокрема, майбутній головнокомандувач УПА Роман Шухевич, проте незабаром ПУН заборонив своїм членам переходити польсько-чехословацький кордон без дозволу Проводу, а представник ПУН у Закарпатті Ярослав Барановський вимагав виїзду українських націоналістів із Закарпаття.

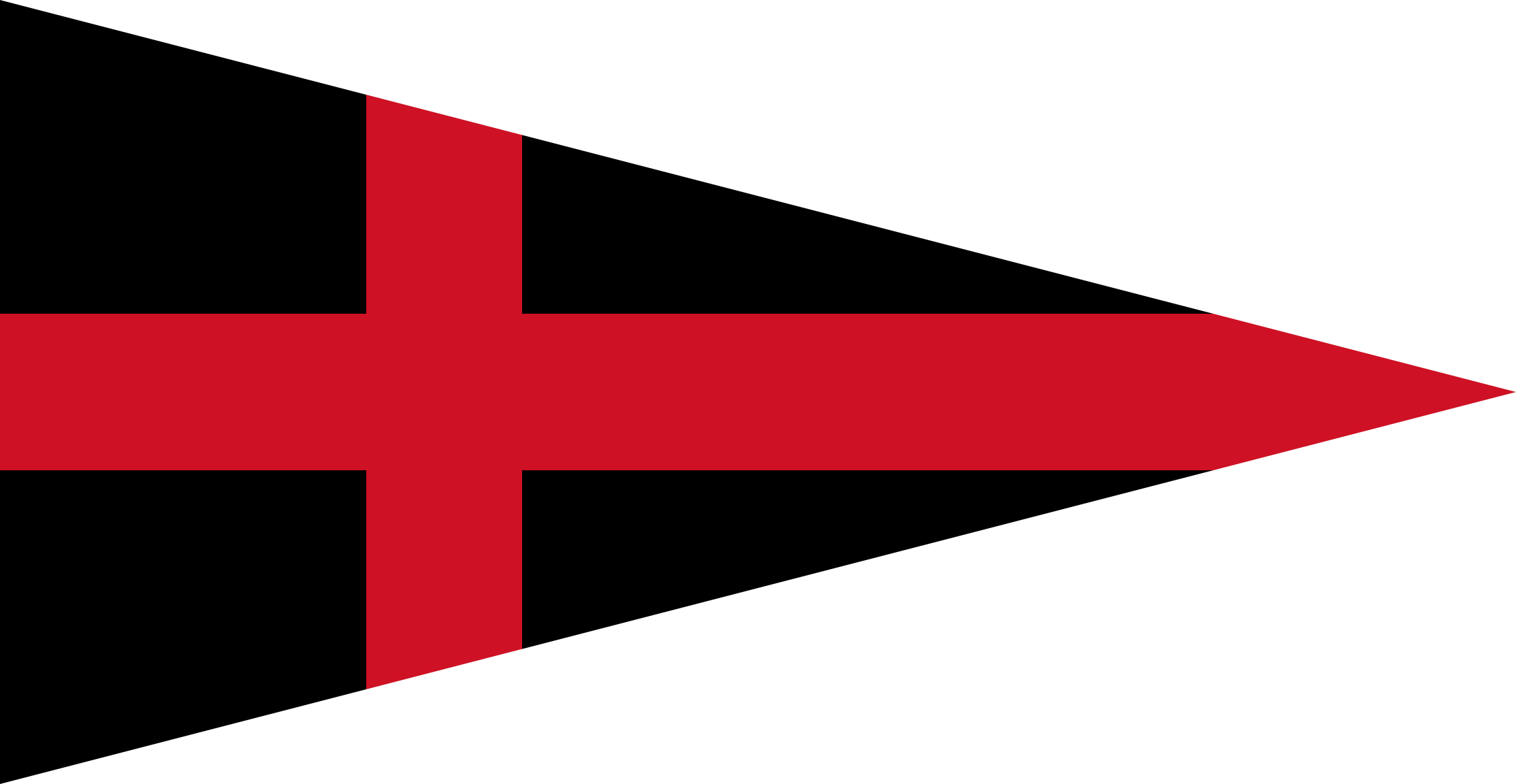
Варіант прапору бандерівського проводу ОУН в повоєнні роки

15 березня 1939 року, як тільки нацистські війська вступили на територію Чехословаччини, Сойм Карпатської України проголосив незалежність. Того ж дня Угорщина, підтримувана Польщею і Третім Рейхом почала військову інтервенцію в Закарпаття. «Карпатська Січ» кілька днів чинила опір окупантам. 18 березня вся територія Закарпаття виявилася захоплена угорцями. У ситуації з Карпатською Україною намітилися межі майбутнього розколу між мельниківцями, представленими в основному емігрантами, і бандерівцями-«крайовиками» з питань зовнішньополітичної тактики. Мельниківці орієнтувалися на гітлерівську Німеччину і тісно з нею співпрацювали, а бандерівці розраховували на власні сили і були налаштовані на ситуативну співпрацю з Німеччиною, розглядаючи взаємодію з нею скоріше як тимчасове явище (це зумовило те, що ОУН-Б під час Другої світової війни перейшла в опозицію Німеччини, в той час як мельниківці до останнього сподівалися на здобуття Україною незалежності практично виключно на Німеччину). Ще одним приводом для майбутнього розколу стало небажання Мельника виключити на вимогу Бандери і його прихильників з ОУН Ярослава Барановського та Омеляна Сеника, яких прихильники Бандери документовано підозрювали в зраді на користь Польщі.
26—27 серпня 1939 року Андрій Мельник був офіційно затверджений довічно на посаді лідера ОУН Другим Великим Збором Українських Націоналістів у Римі. Так званому «Вузькому керівництво» або «тріумвірат», забезпечував тимчасове виконання керівних обов'язків, з великими труднощами вдається домогтися згоди на те, щоб згідно із «заповітом Коновальця» призначити Мельника його наступником. Ймовірно, це вдалося лише тому, що на Великий Збір складався лише з 20 делегатів (переважно емігранти) і не були допущені представники підпілля і, зокрема, Степан Бандера, що знаходився в польській тюрмі.
На момент початку німецького вторгнення до Польщі Бандера утримувався в одиночній камері Брестської в'язниці. 13 вересня тюремна охорона евакуювалась, і Бандеру визволили з тюрми воїни-націоналісти. Він пішки дійшов до Львова, який вже окупувала радянська армія. У Львові він конспіративно пробув близько двох тижнів, розробляючи плани боротьби проти більшовиків. У жовтні 1939 року Бандера нелегально переходить німецько-радянську демаркаційну лінію і перебирається до Кракова, працює в місцевому осередку ОУН.
10 лютого 1940 намітився фактичний розкол ОУН. У той день відбулося зібрання активістів ОУН, які перейшли радянський кордон або вийшли з польських тюрем. Степан Бандера був проголошений провідником ОУН. Також було прийнято рішення про створення Військового Штабу ОУН для підготовки антирадянського повстання. Його головою став Дмитро Грицай, а найближчими сподвижниками Роман Шухевич, Олекса Гасин, Дмитро Клячківський та Микола Лебідь.

### Друга світова війна
У 1940 ОУН-Б кілька разів планувала антирадянське повстання в Західній Україні, але через постійні удари радянської влади по оунівському підпіллю націоналістам не вдалося зібрати достатньо сил у Західній Україні для організації повстання. Неспокійно було і на радянсько-німецькому кордоні. Протягом 1940 року в результаті боїв між прикордонниками та оунівцями останні втратили: 82 — убитими, 41 — пораненими, 387 — заарештованими. Однак більша частина підпільників усе ж зуміла прорватися через прикордонників. Було зафіксовано 111 випадків прориву в Україну і 417 — за кордон. Зрештою термін початку повстання був перенесений на початок війни Німеччини з Радянським Союзом.
НКВС вела активну діяльність проти націоналістичного підпілля. Тільки в грудні 1940 року було заарештовано близько тисячі членів ОУН, в основному, активу.
15—19 січня 1941 року у Львові відбувся так званий «Процес п'ятдесяти дев'яти». Велика частина обвинувачених була засуджена до найвищої міри покарання. Але деяким все ж вдалося врятуватися. Серед них був майбутній організатор і перший головнокомандувач УПА Дмитро Клячківський. Йому смертний вирок був замінений 10 роками ув'язнення. З початком німецько-радянської війни йому вдалося втекти з в'язниці.
У квітні 1941 в Кракові відбувся двотижневий II-й Великий збір ОУН (б). Цей з'їзд не визнав рішення II з'їзду ОУН 1939 року. Прийнято рішення проводити Великий збір кожні 4 роки з обранням провідника. Квітневий Краківський з'їзд ОУН-Р обрав провідником Степана Бандеру, генеральним суддею — Володимира Горбового, генеральним контролером — Михайла Кравціва. Заступником голови центрального Проводу Бандери став Ярослав Стецько.
За згодою німецького режиму з членів ОУН-Р були сформовані батальйони «Нахтігаль» і «Роланд», які за думкою Бандери повинні були скласти ядро майбутньої української армії, тоді як керівництво абверу планувало використати ці підрозділи для підривної роботи на території УРСР і дезорганізації тилу РСЧА. 30 червня 1941 року «Нахтігаль» вступив у Львів і був присутній на Акті Проголошення Української держави. У липні бійці батальйону брали участь у боях із червоними під Вінницею. Батальйон «Роланд» у свою чергу був відправлений для підтримки німецьких військ у Румунію, потім у Молдову.
З нападом Німеччини на СРСР, оунівці-підпільники підняли потужне антирадянське повстання. До початку війни Крайовому проводу ОУН на ЗУЗ (Західноукраїнських землях) вдалося мобілізувати до 10 тисяч оунівців, які почали бої з відступаючими радянськими частинами. Були випадки, коли загони ОУН ще до приходу німців займали містечка. Партизанські загони українських націоналістів вбивали окремих співробітників НКВС, червоноармійців, закликали населення не допомагати РСЧА.
Вслід за німецьким вторгненням на територію СРСР, ОУНР — без попереднього погодження з німцями — проголосила 30 червня 1941 у Львові Акт відновлення Української Держави і сформувала Українське Державне Правління на чолі з Ярославом Стецьком.
ОУН-Р очікувала, що німці з цим змиряться. Спроба самочинного проголошення держави (на території — Львів, уже захопленій німецькими військами, в той же час як ОУН не змогла, чи не захотіла організувати масштабне повстання в тилу радянців на Західній Україні) викликала незадоволення Гітлера. Степан Бандера та багато його спільників були заарештовані й ув'язнені Гестапо. У вересні вони були поміщені в центральну Берлінську тюрму, і в кінці 1941 — початку 1942 року були переведені у спеціальний корпус на території концтабору Заксенгаузен, де вже перебували політичні вороги Третього Райху. Після цього практично вся організація перейшла до методів підпільної боротьби. Після розпуску німцями української міліції в липні 1941 ОУН (б) приділяли увагу наповненню української допоміжної поліції своїми прихильниками не тільки на заході, але й на сході України — «українська національно-свідома молодь повинна масово добровільно записуватися в кадри української поліції» на східноукраїнських землях. Саме підрозділи української поліції (4—6 тис.) стали кістяком Української Повстанської Армії, яка була створена і приступила до акції восени 1942.
Керівництво організацією здійснював Микола Лебедь, який у травні 1943 передав повноваження Роману Шухевичу (псевдо — «Чупринка»). 17—23 лютого 1943 року з ініціативи Шухевича була проведена III конференція ОУН, на якій було прийнято рішення про активізацію партизанської діяльності і початку збройної боротьби. На Третій конференції було остаточно вирішено питання створення УПА та визначено головних ворогів українського визвольного руху (нацисти, поляки і радянські партизани). Тоді ж було вирішено вести двофронтову (антинімецьку і антирадянську) боротьбу. Ця боротьба (т. зв. «повстанча» ОУН–УПА) на ЗУЗ тривала, фактично, до 1953 — організовано і до 1956 — неорганізовано, а формально до 1960 (див. «Відкритий лист… В. Кука», формально капітуляційний). Командира УПА Шухевича було вбито аж 5 березня 1950 під час спецоперації МДБ СРСР (колишнього НКДБ). Опісля проводом ОУН опікувався Василь Кук, але його 23 травня 1954 заарештували співробітники КДБ.

### Після Другої світової війни
Проте, ймовірно, ще перед своїм арештом В. Кук направив (1954) на Захід (до ОУН за кордоном) за своїм підписом як Головнокомандувач УПА і Провідник ОУН в Україні послання від краю про те що з одного боку, «Бийлихо /Степан Бандера — С. П./ відійшов від постанов III. НВЗ ОУН, він ні формально, ні фактично не є провідником ОУН», і, водночас, з другого, що «Провід ОУН на Українських землях уповноважує Л. Ребета, З. Матлу та Бийлиха тимчасово перебрати керівництво ЗЧ ОУН …». Це послання сприяло розколу ОУН за кордоном на «демократичну опозицію» ОУН-двійкарів і «революціонерів, бандерівців» ЗЧ ОУН (опісля ОУНР).
Незалежно від автентичності (достовірності) згаданого «послання з Краю» (і від амбітності замішаних у розколі осіб) цей новий великий розкол ОУН за кордоном (на ЗЧ ОУН, ЗП УГВР і ОУНз («двійкарів»), на думку одного автора /С. В. Павчака/ зумовлений нерозумінням «опозиційним» членством організації (і суспільством, що вимагали демократизації, одного фундаментального положення, що т. зв. «провідницька система» («вождизм», нім. Fuehrer-prinzip), неминучий в умовах війни, перестає діяти в умовах «демократичного Заходу».
Це, одначе, зрозумів сам Провідник ЗЧ ОУН С. Бандера, формально зрікаючись свого поста за кордоном на початку 1950-х рр., але ж не для всієї ОУН. Не так було в Краю, на Західній Україні, де «провідницька система» (авторитарність ролі ОУН-УПА), як єдино оптимальна, мусила залишатись дієвою (і то без всякої «демократизації» в методах) аж до закінчення т. зв. «повстанчої боротьби» (фактично в 1953/1956 рр., формально до 1960 р., коли розпочався новий етап боротьби — «мирний» (т. зв. дисидентський рух опору комуністичній системі).
Загально ж уважається, що надалі (надто після загибелі Вождя («Провідника») Степана Бандери 1959 р. і появи капітуляційного «Листа» Кука в 1960 р.) ОУН(р) продовжує вести боротьбу за УССД вже виключно мирними (демократичними) методами, не зовсім, одначе, відмовившись від деяких методів конспірації (оскільки і при парламентаризмі діяти доводиться супроти мафії).

## Ставлення до національних меншин
На думку польського історика Ґжеґожа Мотики, члена ради Інституту національної пам'яті Польщі, ОУН(б) відіграла ключову роль в ідеологічній підготовці та пізнішому проведенні геноциду польського населення під час Другої світової за допомогою УПА.
Кандидат історичних наук Жанна Ковба пише, що 10 липня 1941 на нараді групи ОУН(б) обговорювалося питання ставлення до національних меншин. Левицький пропонував часткове знищення євреїв, та Степан Ленкавський наголосив про прийняття усіх методів, які призведуть до їх винищення. Володимир В'ятрович зазначає, що авторка суперечить собі тим, що сама ж далі пише, що якоїсь чіткої позиції щодо євреїв Галичини ОУН не мала, i що „рядові оунівці рятували євреїв всупереч керівництву“.
Володимир В'ятрович зауважує, що рішення „Другого Великого Збору“ 1941 року та „Другої конференції ОУН“ чітко заборонили своїм членам брати участь у будь-яких антиєврейських акціях. Зокрема там йшлося:
Жиди в СССР є найвідданішою підпорою пануючого большевицького режиму та авангардом московського імперіалізму в Україні. Протижидівські настрої українських мас використовує московсько-большевицький уряд, щоб відвернути їхню увагу від дійсного спричинника лиха і щоб у час зриву спрямувати їх на погроми жидів. Організація Українських Націоналістів поборює жидів як підпору московсько-большевицького режиму, освідомлюючи рівночасно народні маси, що Москва — це головний ворог.
У постановах II Конференції ОУН-Б 1942 році в пункті, присвяченому ставленню ОУН до народів і національних меншин, повідомлялося про прагнення ОУН
…нав'язати дружні відносини і співробітництво на основі самостійних національних держав і сильного фронту поневолених народів.
У публіцистичних текстах та пропаганді ОУН 1930-х іноді використовувалися також термін „жидокомуна“ та його варіанти — „жидобільшовизм“, „московсько-жидівська комуна“, які пов'язані з головним ідеологічним ворогом українських націоналістів — комунізмом, мали зазвичай виключно негативну конотацію. У міжвоєнний період на теренах Західної України, що входили до Польщі, однак слово жид не мало жодного образливого чи негативного відтінку.

## Символіка ОУН(б)

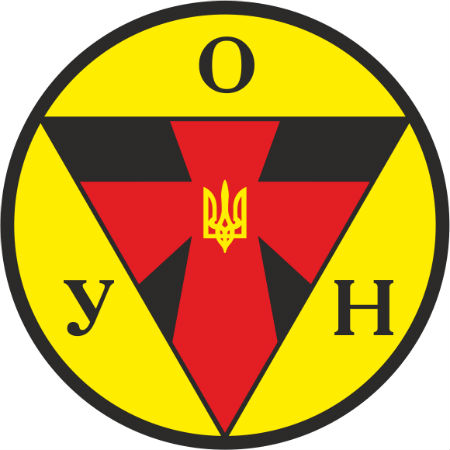
Емблема ОУН(б), запропонована 1941 р.

Емблема ОУН(б)

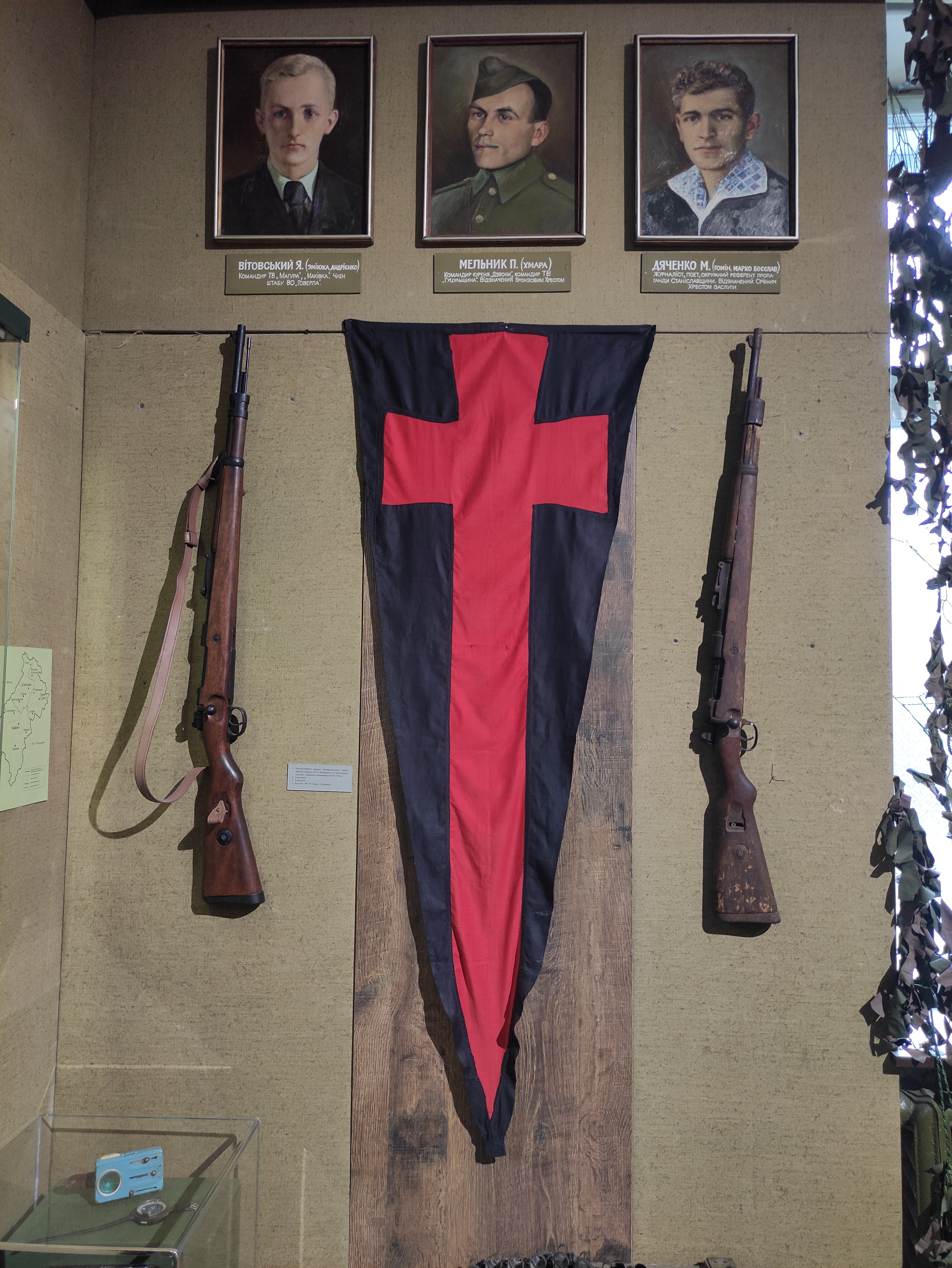
Прапор ОУН(б)

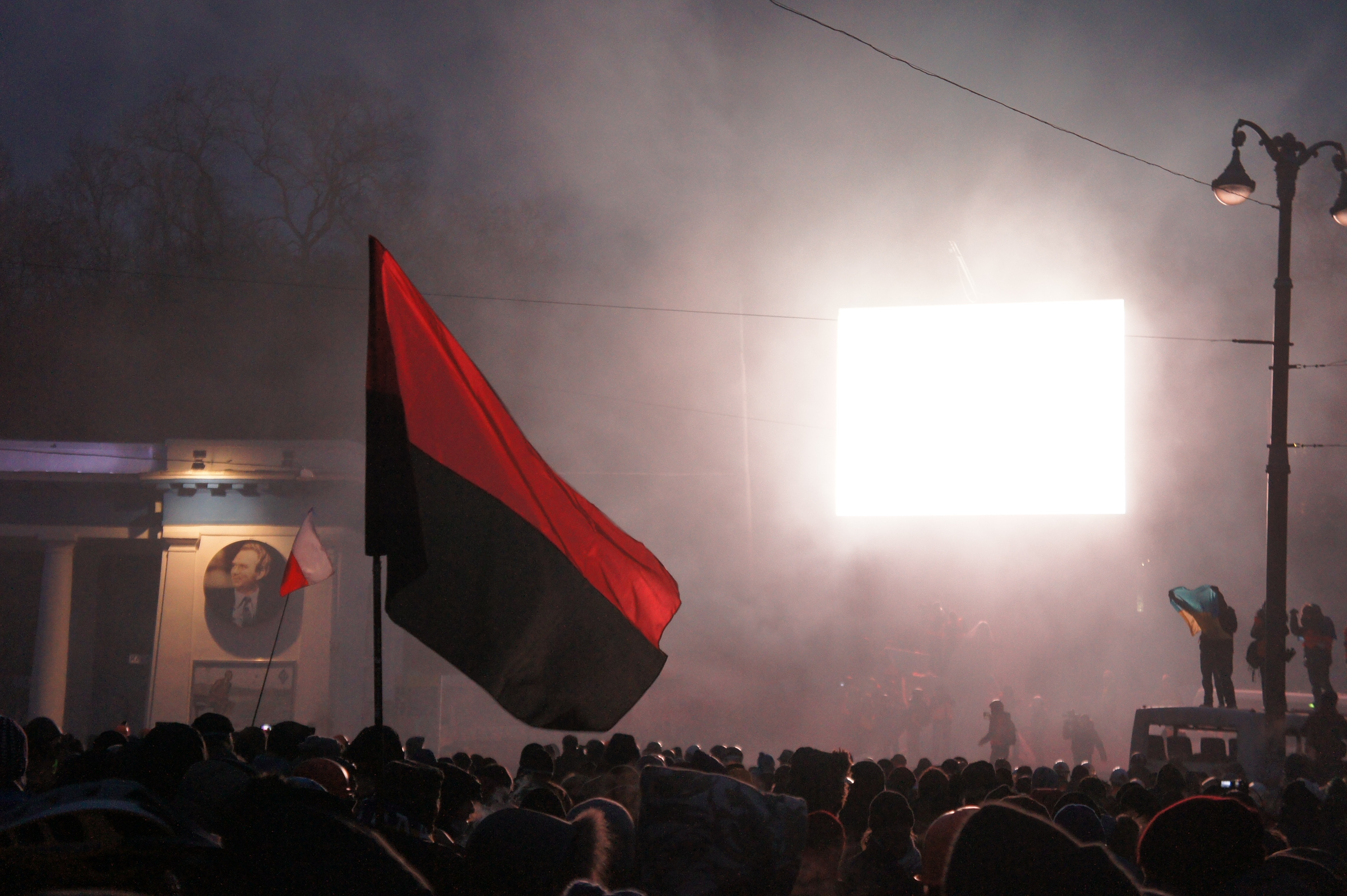
Червоно-чорний протестний прапор у ході Євромайдану у Києві

Під час створення ОУН(б) встало питання про організаційну символіку — емблему та прапор. Роберт Лісовський, який 1932-го створив загальновідомий символ тоді ще єдиної ОУН, цього разу запропонував нову емблему у вигляді кола, обведеного тонкою смугою; в коло було вписано рівносторонній трикутник, вершина якого звернена до низу; в трикутнику розташовано стилізований хрест, нижній промінь якого переходив у лезо меча; також у сегментах кола по кругу були розміщені літери О-У-Н; в центрі хреста — розміщено так званий „державний тризуб“ Центральної Ради. Вже влітку 1941 в Краї був розповсюджений лист Революційного Проводу ОУН(б):
|  | Організаційним знаком є: Чорний рівнораменний трикутник підставкою вгору, на ньому червоний хрестомеч, на хрестомечі золотий Тризуб. Над підставкою буква «О», по лівій стороні знамени трикутника буква «У», по правій «Н» (разом ОУН). Трикутник вміщений на золотому полі. |

1—3 квітня 1941 на II Великому зборі (ВЗ) ОУН у Кракові, на який зібралися прихильники Степана Бандери, були прийняті так звані „Окремі постанови“, які, між іншим, порушили питання про новий прапор, а також про відміну практики подальшого використання старої емблеми Роберта Лісовського, так званого „націоналістичного тризуба“. Було заявлено:
|  | Зовнішні форми, вживані в Організації, не були до цього часу узгіднені в однородний і зобов’язуючий спосіб. Вводиться в цьому напрямі деякі точніші устійнення й зміни відносно зовнішніх символів та організаційного привіту. 1. Організацію обов’язує тільки загально-національний Тризуб Володимира Великого в формі введеній Центральною Радою. Касується звичай вживати Тризуба з мечем, як відзнаки Організації. 2. ОУН уживає свойого окремого організаційного прапору чорної й червоної краски. Уклад і обов’язуючі пропорції будуть ухвалені окремою комісією». |

Хоча прапор було обговорено, ніякої ухвали Революційний Провід ОУН(б) не прийняв. Також, вже через півсторіччя, отримавши статус громадської організації для відновлення діяльності в Україні на початку 1990-х років, ОУНР свої символи офіційно не зареєструвала. Щодо теперішніх суперечок навколо червоно-чорного прапору ОУН(б), порядок кольорів якого було досить швидко змінено з чорно-червоного на червоно-чорний, визнавати чи не визнавати його офіційним символом ОУН(б), то Андрій Гречило, доктор історичних наук, голова Українського геральдичного товариства, провідний науковий співробітник Львівського відділення Інституту української археографії та джерелознавства ім. М. С. Грушевського НАН України, зазначає:
|  | ОУН використовувала синій прапор з золотистим націоналістичним тризубом, де замість середнього зуба був поставлений меч, виконання відомого графіка Роберта Лісовського. У 1941 році, коли стався розкол ОУН, бандерівське крило, яке проводило збір у Кракові, серед різних постанов прийняло, що запроваджує інший організаційний прапор, він мав бути червоно-чорним, але було вирішено, що для цього має бути затверджена окрема постанова. Але, коли почалась війна, бандерівське крило попало у неласку до німців і легальної можливості використовувати цей прапор не було. Тобто, ця справа не була доведена до кінця... Частини ОУН, які перебували за межами України, використовували трикутний червоний прапорець з чорним хрестом. |

Питання, чи використовувала Українська повстанська армія (УПА) червоно-чорний прапор, залишається дискусійним. З 1980-х років, як підкреслює Гречило, в Україні «червоно-чорний прапор із двох смуг став символом протестної боротьби». В ході Євромайдану в Києві червоно-чорні прапори майоріли над головами учасників протесту.